# Гейазан (крепость)
Гейазан (азерб. Göyəzən, Geyazan); (тж. Гаварзин, Гевразин, Кавазин, Козин) или Гавазан (арм. Գավազան) — средневековая армянская крепость на склонах горы Гейазан в 15 км к западу от города Казах (современный Азербайджан) и в 1 км к северо-западу от села Аббасбейли, в 1,5 км от реки Воскепар. До нашего времени сохранились остатки крепостных стен и небольшого поселения внутри крепости.

## История
Первое упоминание крепости в письменных источниках относится к 1060-м годам, когда грузинский царь Баграт IV (1027—1072) напал на Тбилиси, который в то время находился во владении гянджинского эмира Патлуна. Последний был разгромлен войсками Иванэ Орбеляна, захвачен в плен и отпущен только после того, как вернул грузинскому царю «…Тпхис, Гаг и Ковзин…». 
В 1123 году грузинский царь Давид Строитель (1073—1125) отвоевал Гавазан и другие крепости региона у сельджуков.

А по осени перешел в Гегути, поохотился, упокоился, управил тамошнее все. И в марте перешел в Картли и взял город Дманиси. А в апреле напали на Шабурана, дербент-ца, и побили курдов, лезгин и половцев дербентца и забрали ширванские крепости Гасаны и Хозаонд и прилегающие их страны. И вмиг востек, как орел, и в мае забрал крепости армянские: Гагы, Теронакал, Кавазины, Норбед, Манасгомы и Талинджакар.— Жития царя царей Давида.
В XIII веке Гавазан упоминается в письменных источниках, касающихся нашествия в Армению татаро-монголов во главе с полководцем Молар Нуини.
Следующее упоминание принадлежит некоему Колофосу и относится к 1436 году, когда в крепости нашли убежище христиане, бежавшие от набегов татаро-монголов:

Когда мы дошли до Агстева, монгольские всадники Джагата напали на нас и ограбили до последнего клочка одежды, лишив нас даже наших ботинок в этот суровый холод. Потом мы попали в крепость Гавазан, где нам дали немного одежды, чтобы скрыть наши голые тела.
Оригинальный текст (арм.)Եկաք մինչև Աղեստև, հանդիպեցաւ Ջաղաթին իլղարն՝ բազում հեծեալ. և թալանեցին զմեզ ու զամէն քրիստովնեայքն, և մերկեցուցին, որ քան զոտից ամանն այլ իրք չթողին, այլ ձմերան աւուրք և ցուրտ: Այլ եկաք ի Գավազանին բերթն, քրիստովնեայքն ի վերա եկին և ծածկեցին զմեր մերկութիւնն

## Архитектура

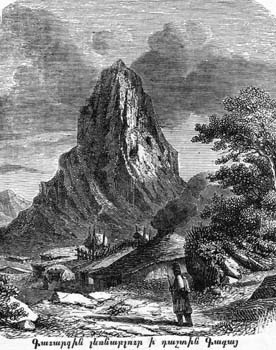
Крепость Гавазан на открытке начала XX века

Крепость была построена на 400 метровой возвышенности, на её северо-восточной части и относительно окружающего ландшафта имеет преимущественном местоположение. Сохранились остатки цитадели и небольшого поселения внутри крепости. В 1960-1961 годах территория памятника была обследована экспедицией Академии Наук Армянской ССР. Размеры цитадели составляют 140 x 40  метра. Гавазан сооружён из жёлтого известняка, укреплён семью полукруглыми башнями, только сохранившаяся высота которых составляет от 4 до 7 метров. Вход находится с запада. Окружённый крепостными стена город раскинулся к северу от цитадели на расстоянии 400 метров. Стены цитадели были сконструированы и жёлтового известняка и необработанного крупного гранита.
Первое краткое описание Гавазана было сделано в первой половине XIX века С. Джалалянцем:

Замок, построенный из камня одного типа, имеет высокие башни и находится посередине долины. Он имеет водохранилища и целый ряд жилых помещений, которые служили убежищем в различные периоды. Это довольно неприступная крепость, укреплённая земляными валами.
Оригинальный текст (арм.)Է դղեակ ի վեր սեպացեալ միապաղաղ քարամբք. ի գլուխ ունի զո՛չ սակաւ տնատեղիս վասն ապաստանի, այս դղեակ կառուցեալ կայ ի դաշտին Գագայ. որ ունի զմիևեթ ճանապարհ, և այն դժուարագնալի. շրջապատն է ամենևին անմատչելի. ի միոյ կողմանէ միայն ունի զճանապարհ, և այն արուրաձանօք պաշտպանեալ. ի գլուխ ունի զաւազան ջրոյ

Описание крепости 1895 года:

На левом берегу реки Воскепар стоит уединённая высокая серого цвета крепость, которая одновременно является удивительной и устрашающей. В восточной части в древности построены были стены, с внутренней стороны которых находятся комнаты и кельи, в которых хранятся запасы воды. Вы сможете подняться на вершину скалы, если преодолеете крайне опасный, узкий и совершенно крутой, страшный путь на север.
Её поверхность составляет равнина… Эта-то часть и известна, как оплот Гавазана. На западной части скалы можно увидеть большие щели, за которыми находится пещера довольно больших размеров, но в настоящее время нет дороги, ведущей туда. Снова и снова орлы находят гнилые куски ковров в этих пещерах и бросают их вниз.
Оригинальный текст (арм.)Ոսկեպար կամ Ջողազ վտակի ձախ կողմում արձանացած է մի բարձր, միապաղաղ, գորշագոյն, զարմանալի եւ միանգամայն ահարկու ժայռ, որի արեւելեան ստորոտով շինած են հնուց պարիսպ, որի ներսի կողմում կան սենեակներ եւ խուցեր, որոնցից միոյն մէջ կայ ջրհոր եւ ջուր: Ժայռիս գագաթն բարձրանալու համար կայ միայն մի դժուարատար, սոսկալի, նեղ, չափազանց զառիվեր եւ միանգամայն վտանգաւոր կածան հիւսիսային կողմից: Գագաթն համարեա թէ հարթակ է մօտ երկու կալաչափ...: Ահա այս է Գաւարզին բերդ հռչակուածն, որի վերայ երկու տեղ շինուած է վիմափոր ջրաւազան, ջուրն բերուած է յիշեալ ջրհորիցն: Ժայռիս արեւմտեան կողմում, բաւական բարձր երեւում է մի մեծ ծակ, որի ետև, ասում են կայ մի մեծագոյն քարայր, որի ճանապարհն անյայտացած է այժմ: Երբեմն-երբեմն արծիւներն այրիցս հանում են գորգի եւ կարպետի փտած կտորներ եւ ձգում վար